# Judge Building (Salt Lake City)
El Judge Building (también conocido como Railway Exchange Building), es un edificio comercial histórico en Salt Lake City, la capital del estado de Utah (Estados Unidos). Figura en el Registro Nacional de Lugares Históricos (NRHP).

## Descripción
El edificio de oficinas comerciales de 7 pisos fue diseñado por David C. Dent y construido para Mary Judge en 1907. La fachada presenta pilares de mampostería coronados por diseños florales de terracota y cabezas caninas que segmentan un dintel del sexto piso. Círculos con triángulos invertidos decoran el parapeto debajo de una cornisa denticulada de cobre. El Judge Building se agregó al Registro Nacional de Lugares Históricos en 1979.
Siete empresas ferroviarias alquilaron espacio en el edificio antes de su finalización, y el número aumentó posteriormente a 22 empresas ferroviarias. Cuando se inauguró el edificio en 1908, casi todo el espacio de oficinas ya estaba alquilado.
Debe su nombre a Mary (Harney) Judge (19 de abril de 1841 - 8 de noviembre de 1909), una inversora inmobiliaria y minera con sede en Salt Lake City. Su esposo, John Judge, había sido un rico inversionista en la mina Daly en Park City, que luego se incorporó como la mina Silver King de Utah. Después de la muerte de su esposo en 1892, Mary Judge se hizo conocida en los negocios y en la filantropía.